# Église Saint-Rémy de Bazancourt
Pour les articles homonymes, voir Église Saint-Rémi et Saint-Rémi.
L'église Saint-Remi est une église catholique située à Bazancourt, en France.

## Localisation
L'église est située dans le département français de la Marne, sur la commune de Bazancourt.

## Historique
L'édifice est bâti au XIIe siècle puis remanié à plusieurs reprises. Elle a un chevet plat. Elle est classée au titre des monuments historiques en 1914 puis restaurée à la suite des dégâts occasionnés par la Première Guerre mondiale.

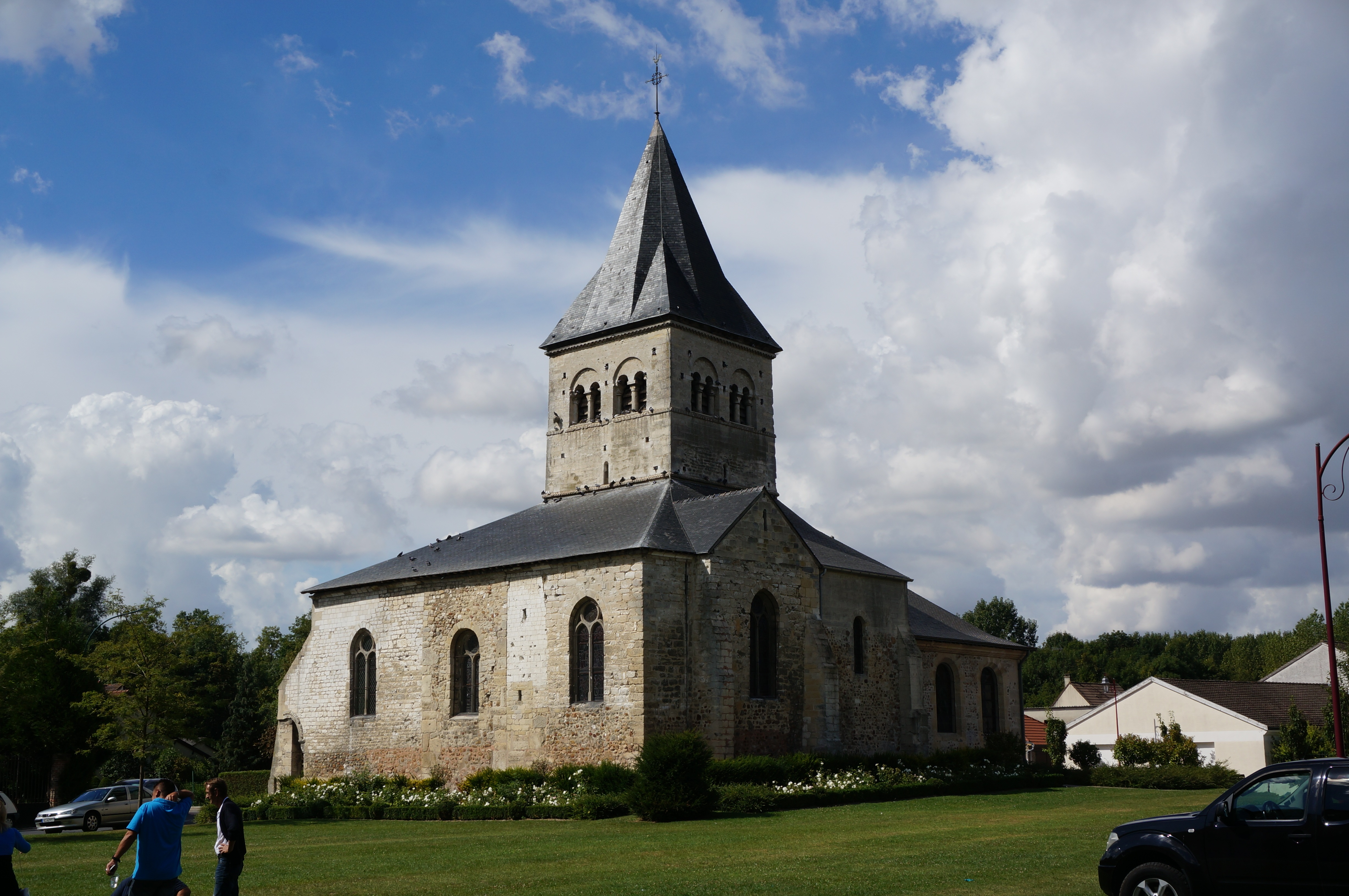
Le chevet et le clocher.
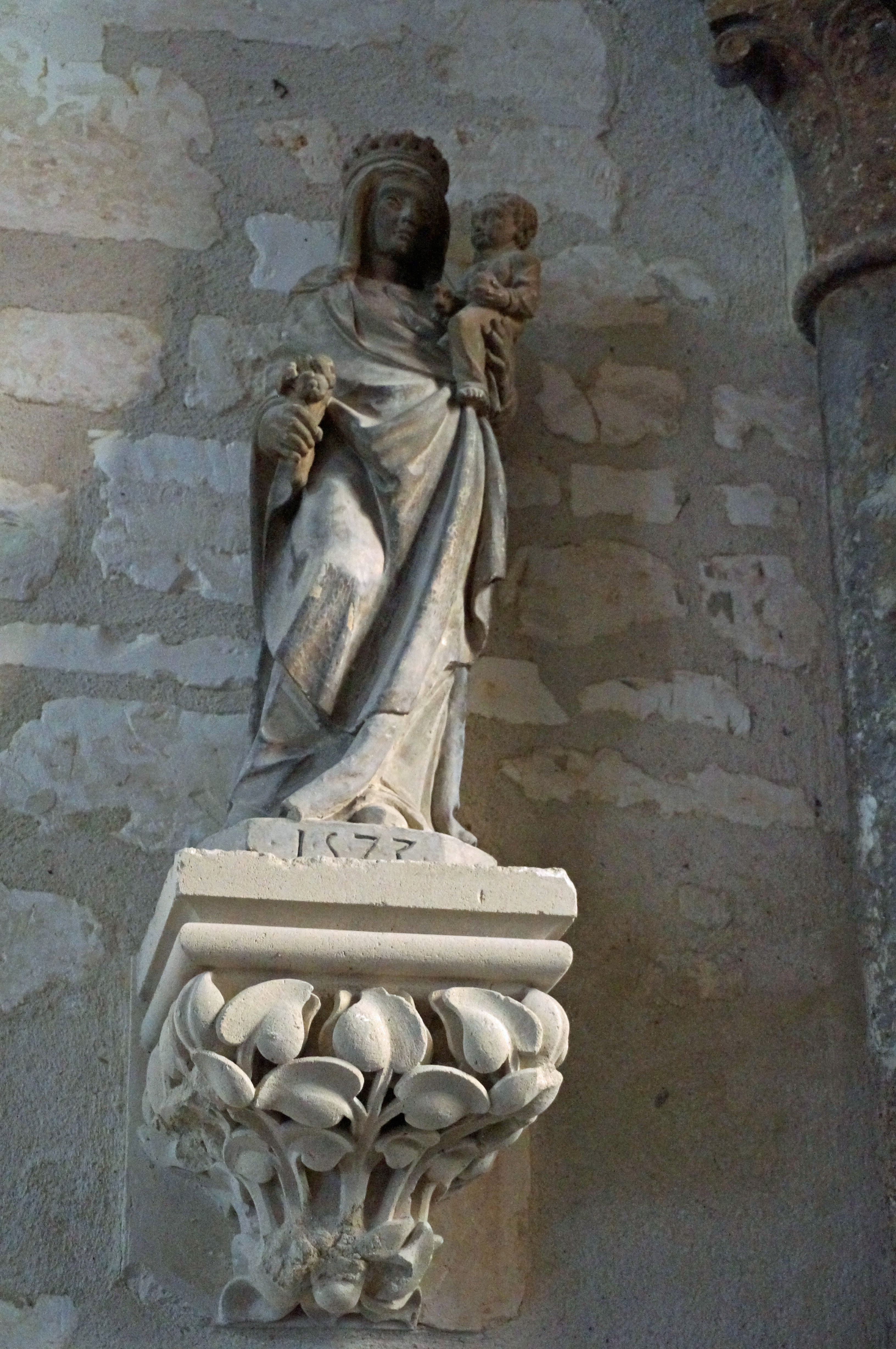
Vierge à l'Enfant.
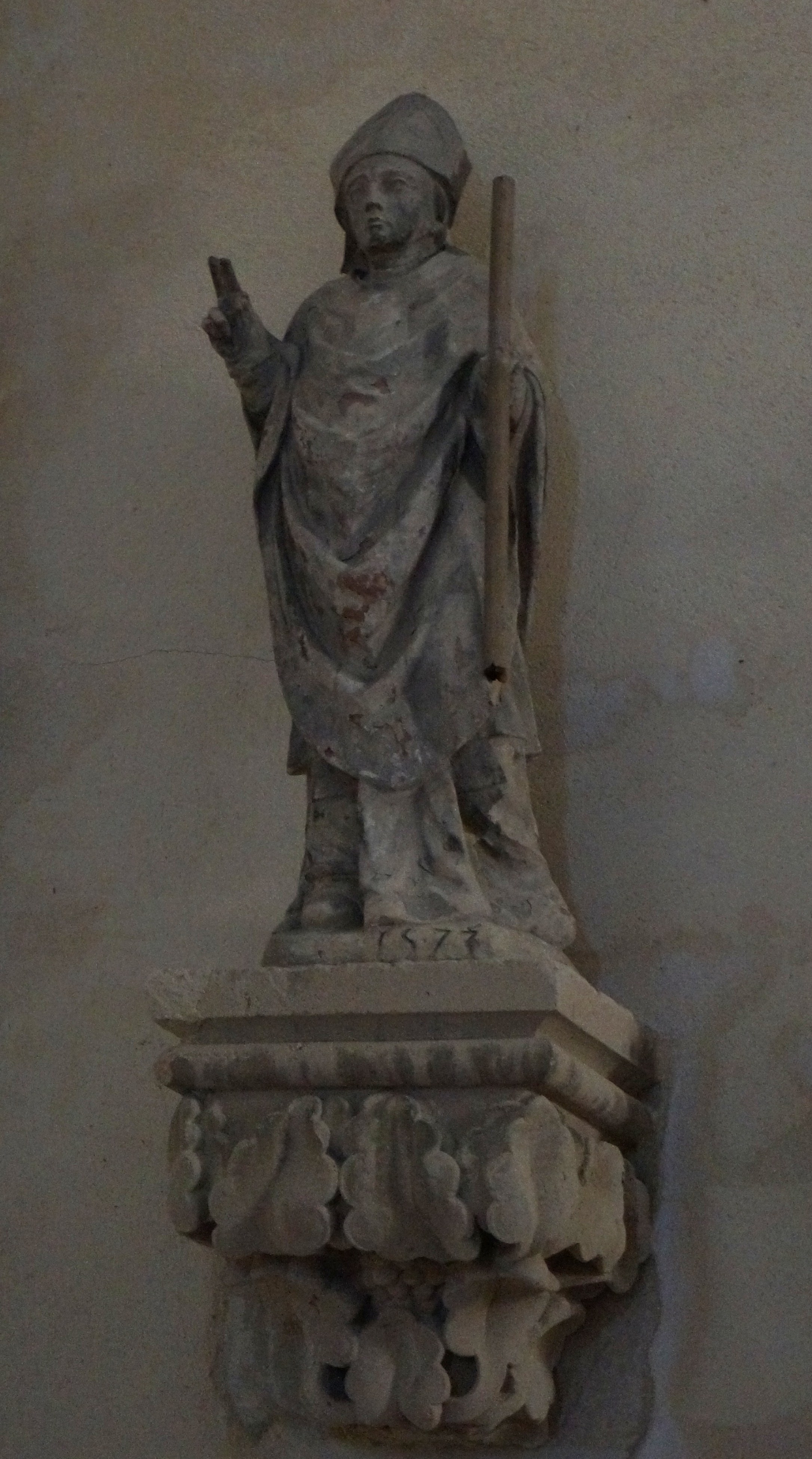
Statue d'évêque.
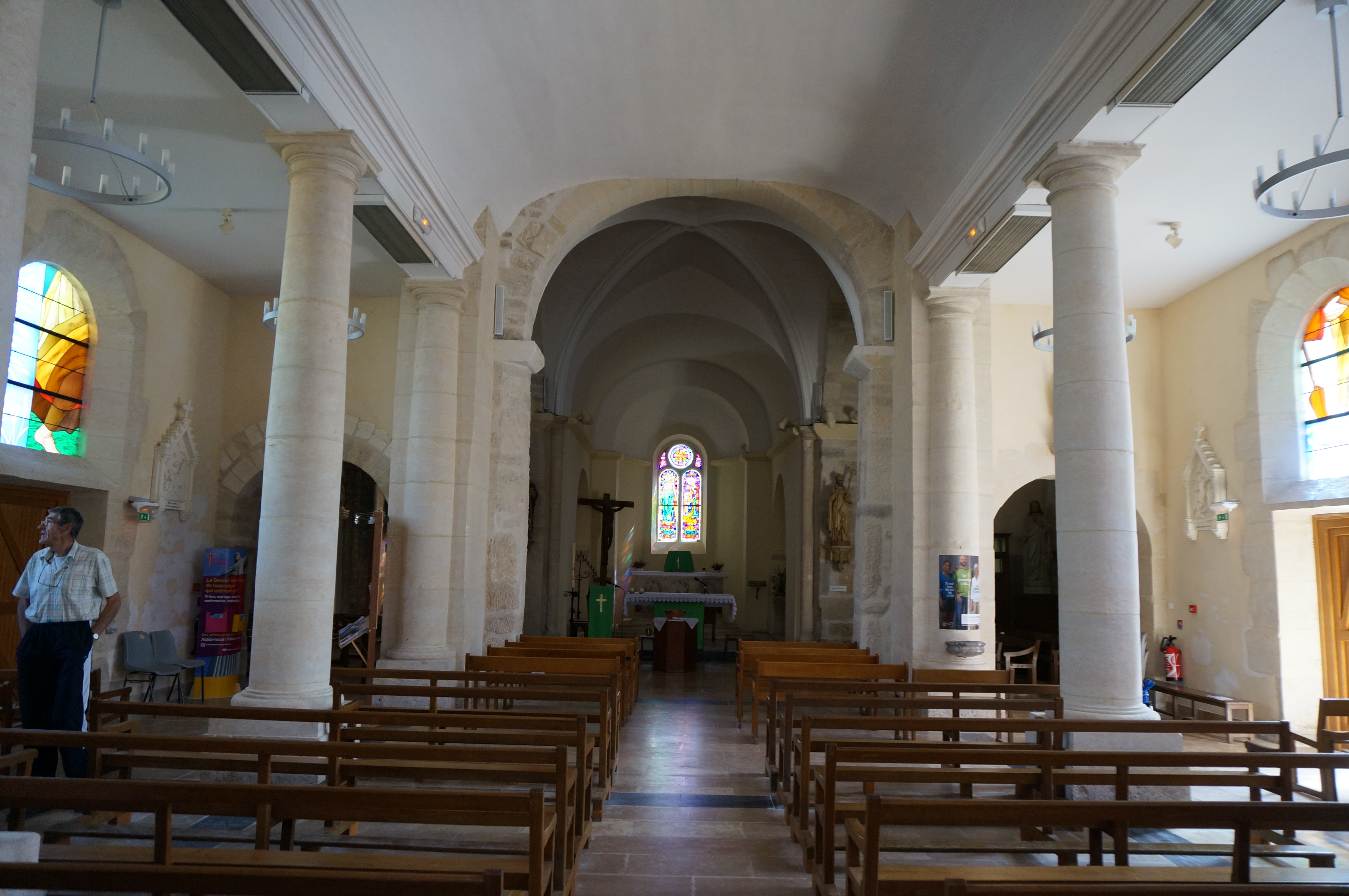
La nef.
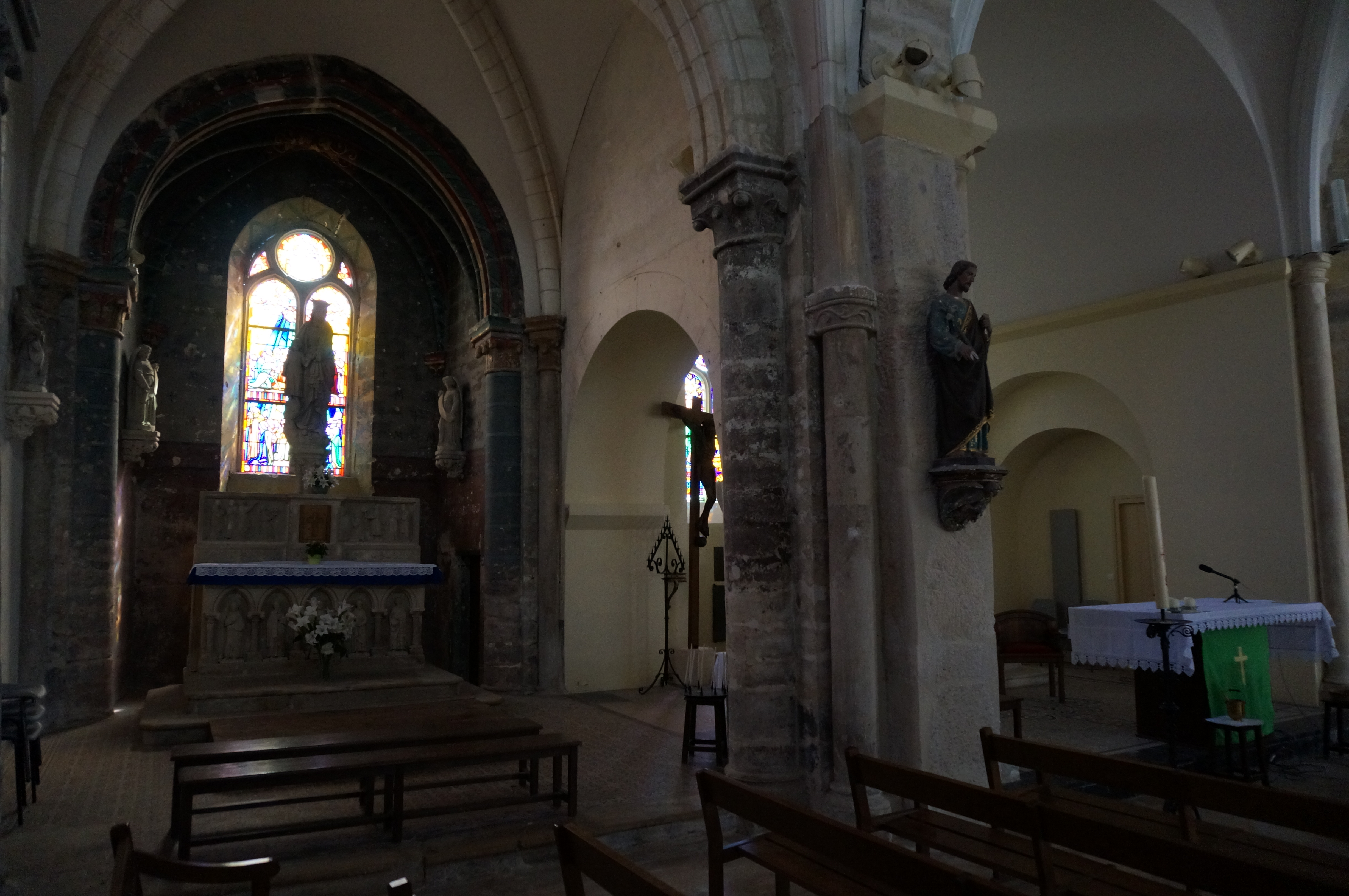
Chapelle polychrome.

Trois statues du XVIe siècle sont classées : deux statues d'évêques, et une Vierge à l'Enfant de 1577.